# Cristovisión
Cristovisión es un canal católico de televisión por suscripción colombiano de índole religioso católico. Es propiedad de la Fundación Cristovisión. El canal presenta su cobertura a nivel nacional y de patrocinio internacional.
Es uno de los pocos canales religiosos católicos que mantiene presencia en Colombia, junto con Tele VID y EWTN.

## Historia
En 2002, el padre Ramón Zambrano Echeverry tuvo la iniciativa de lograr que la Misa fuese transmitida por televisión a nivel nacional. Canal Uno comenzó a emitirla los domingos a las 7:30 a. m. A partir de entonces varios operadores cooperaron para lograr la creación de un canal destinado a la comunidad católica colombiana.
Durante 15 meses, la Fundación Cristovisión empezó el proceso de creación del canal, el cual fue financiado por empresarios privados, la Santa Sede, las diócesis de Fontibón, Zipaquirá, el Obispado Castrense, Acción Cultural Popular y las comunidades de los Dominicos, los Agustinos Recoletos, los Redentoristas y los Paulinos. Además cuenta con patrocinadores internacionales provenientes de la Ciudad del Vaticano. Inicialmente, fue lanzado como una señal de prueba, hasta la inauguración oficial el 13 de noviembre de 2008 en la Catedral de la Diócesis de Fontibón, con la presencia del Presidente de la República, Álvaro Uribe Vélez, además de algunos obispos, sacerdotes, religiosos y laicos.
El canal está funcionando en el centro de Fontibón en una sede de 1200 m². El canal se encuentra disponible por satélites.
Cristovisión ofrece cobertura de noticias y sucesos nacionales e internacionales. Ha emitido y realizado cubrimientos especiales, entre ellos, la renuncia de Benedicto XVI, el Cónclave de 2013 (elección del papa Francisco) y la canonización de Laura Montoya (primera santa colombiana), entre otros.

## Programación
Emite sus programas católicos de guía como la Liturgia de las Horas, el Santo Rosario, la Eucaristía, transmisiones de eventos y celebraciones litúrgicas del Papa, principalmente desde la Ciudad del Vaticano, documentales, entrevistas y programas infantiles.
Cuenta con su magazín informativo y religioso llamado Cristovisión Noticias. 
Actualmente tiene acuerdos con Radio María Colombia y la Familia Mundial de Radio María para la emisión de programación de índole religioso católico.

## Directores
- Padre Ramón Zambrano Echeverry (2002-presente)